# 피어 스트리트: 프롬 퀸
《피어 스트리트: 프롬 퀸》(영어: Fear Street: Prom Queen)은 2025년 공개된 미국의 공포 영화이다. 맷 파머가 감독과 공동각본을 맡았다.

## 출연
- 인디아 파울러
- 수재나 손
- 피나 스트래자
- 데이비드 아이어코노
- 엘라 루빈
- 크리스 클라인
- 아리아나 그린블랫
- 릴리 테일러
- 캐서린 워터스턴